# Mary Frances Winston Newson
Mary Frances Winston Newson (Forreston, 7 de agosto de 1869 – 5 de dezembro de 1959) foi uma matemática estadunidense. Foi a primeira mulher dos Estados Unidos a receber um doutorado em matemática em uma universidade da Europa, a Universidade de Göttingen na Alemanha.
No Congresso Internacional de Matemáticos na Exposição Universal de 1893 encontrou Felix Klein, que a motivou a estudar na Universidade de Göttingen. Com auxílio financeiro de Christine Ladd-Franklin, chegou na Alemanha ao mesmo tempo que duas outras estudantes dos Estados Unidos, Margaret Eliza Maltby e Grace Chisholm Young. Seu primeiro artigo, sobre funções hipergeométricas, foi publicado em 1894. Graduou-se magna cum laude e obteve um doutorado com a tese "Über den Hermite'schen Fall der Lamé'schen Differentialgleichungen", no verão de 1896, examinada em julho de 1896. Teve de publicar sua tese antes de receber o título de doutorado, e retornou para os Estados Unidos com o manuscrito de seu trabalho, pretendendo então publicá-lo. Contudo, nenhum publicador nos Estados Unidos estava capacitado a imprimir os símbolos matemáticos de sua tese, e assim teve de retornar a Göttingen. A tese foi publicada em 1897 e ela recebeu o doutorado magna cum laude naquele ano. Grace Chisholm recebeu um doutorado em 1895, e assim Winston tornou-se a segunda mulher, a primeira dos Estados Unidos, estudante a receber um doutorado em Göttingen, pois Sofia Kovalevskaya recebeu um doutorado em Göttingen em 1874 mas não foi aceita no papel de estudante. Ela publicou somente mais um artigo, a primeira tradução em inglês da palestra de David Hilbert de 1900 apresentando os dez primeiros de seus famosos problemas, editado no Bulletin of the American Mathematical Society.

## Honrarias
Newson foi uma das somente 22 mulheres membro da American Mathematical Society antes de 1900.